# Пантелеев, Александр Петрович
Александр Петрович Пантелеев (14 июля 1874, Новочеркасск — октябрь 1948, Ленинград) — русский и советский режиссёр, сценарист и актёр. Герой Труда (1933).

## Биография
Родился 14 июля 1874 года (по другим данным — в 1872 году) в Новочеркасске (по другим данным — в станице Елизаветинской).
По окончании реального училища поступил в Петербургский Технологический институт, откуда ушел после первого курса и вступил в труппу Александринского театра. В 1896 году окончил Драматические курсы при театре и служил в его труппе.
В 1912—1917 годах — постановщик фирмы «Русское кинодело», участвовал в создании около 30 (по другим сведениям — 14) кинофильмов. Наиболее интересным является фильм «Дерево смерти, или кровожадная Сузанна» о немецком шпионе/докторе ботаники, скармливающем своих жертв гигантскому растению-людоеду. Интересен он главным образом своим «главным аттракционом» («дерево-вампир — сложное бутафорское сооружение с гибкими резиновыми шлангами, изображавшими ветви»). Ни один из фильмов этого периода не сохранился.
После октября 1917 года принял активное участие в советизации Александринского театра, в котором проработал до 1923 года.
В 1918 году — член Петроградского Кинокомитета и ведущий режиссёр его киностудии (позднее — «Севзапкино»). В 1918 г. поставил один из первых советских фильмов «Уплотнение» (сохранилась половина фильма).
В 1919—1921 годах преподавал в Институте экранного искусства.
В 1926 году работал на бакинской киностудии АФКУ.
С 1927 года — актер передвижных театров Ленинграда, изредка снимался в кинопостановках Ленинградской киностудии. В 1930-е годы работал в научно-популярном и учебном кино.
Умер в октябре 1948 года в Ленинграде.

### Семья
- Жена — Пантелеева Анна Алексеевна актриса «кинофабрики Совкино» (ныне «Ленфильм»).
- Сын — Пантелеев Юрий Александрович — советский адмирал.

## Награды
- Герой Труда (1933).

## Фильмография

### Режиссёр
- 1909 — Что за комиссия, Создатель, быть взрослой дочери отцом? (фильм утерян)
- 1915 — Ураган страстей
- 1915 — Тайна великосветского романа
- 1915 — На ножах
- 1915 — Дерево смерти, или кровожадная Сусанна
- 1915 — Во имя прошлого
- 1915 — Больная страсть
- 1916 — Тёмный Петроград
- 1916 — Ведьма
- 1916 — Арапская страсть
- 1917 — Человек без чести
- 1917 — Месть судьбы
- 1917 — И были разбиты все грёзы
- 1918 — Уплотнение (совместно с Д. Пашковским, А. Долиновым)
- 1922 — Чудотворец
- 1922 — Скорбь бесконечная
- 1922 — Сказ о том, как лапотники в разум вошли
- 1922 — Отец Серафим
- 1922 — Нет счастья на земле
- 1923 — За власть Советов
- 1925 — Палачи
- 1925 — Ленинградский инвалид
- 1926 — Песнь тундры

### Сценарист
- 1918 — Уплотнение (совместно с А. Луначарским)
- 1922 — Нет счастья на земле
- 1922 — Сказ о том, как лапотники в разум вошли
- 1925 — Ленинградский инвалид
- 1934 — На Луну с пересадкой

### Актёр
- 1922 — Нет счастья на земле — Наумов
- 1923 — Комедиантка — камердинер
- 1925 — Степан Халтурин — столяр
- 1935 — Дубровский